# Nureddin Nebati

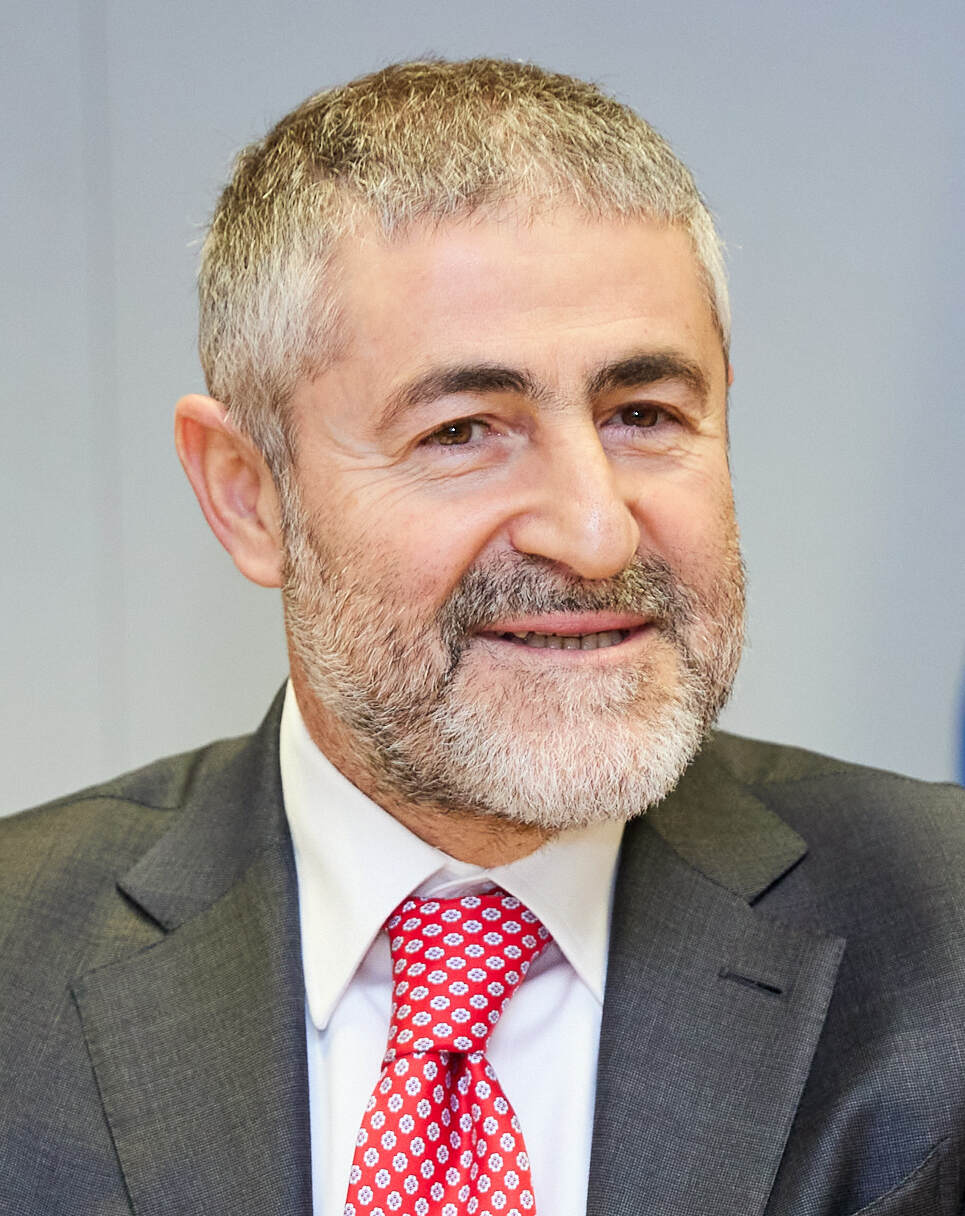
Nureddin Nebati (2023)

Nureddin Nebati (* 1. Januar 1964 in Viranşehir) ist ein türkischer Politiker der Adalet ve Kalkınma Partisi (AKP). Seit 2. Dezember 2021 ist er als Nachfolger von Lütfi Elvan Finanzminister der Türkei im Kabinett Erdoğan IV. Zuvor war er Stellvertreter von Elvan.

## Leben
Nebati hat nach einem Studium der Politikwissenschaften an der Universität Istanbul und einem Masterabschluss in Internationalen Beziehungen von derselben Universität an der Kocaeli Üniversitesi in Politikwissenschaft und öffentlicher Verwaltung promoviert. Bei den Parlamentswahlen 2011 und 2015 wurde er in die Große Nationalversammlung der Türkei gewählt.
Am 1. Dezember 2021 ernannte Staatspräsident Erdoğan Nebati zum Minister, die Ernennung wurde mit Veröffentlichung im Amtsblatt der Türkei am Folgetag wirksam.